# سیج استالونه
سیج استالونه (انگلیسی: Sage Stallone؛ ۵ مهٔ ۱۹۷۶ – ۱۳ ژوئیهٔ ۲۰۱۲) یک هنرپیشه و کارگردان اهل ایالات متحده آمریکا بود.
وی پسر سیلوستر استالونه بود که در سال ۲۰۱۲ در سن ۳۶ سالگی بر اثر حمله قلبی درگذشت.

## فیلم‌شناسی
از فیلم‌ها یا برنامه‌های تلویزیونی که وی در آن نقش داشته است می‌توان به راکی ۵ و مسکو صفر اشاره کرد.